# ديفونشاير باريش

موقع أبرشية ديفونشاير

أبرشية ديفونشاير أو رعية ديفونشاير أو أبرشية ديفونشاير هي إحدى رعيات برمودا التسعة. سُميت في الأصل كافنديش ترايب، ثم ديفونشاير ترايب، نسبةً إلى ويليام كافنديش، إيرل ديفونشاير الأول (1552-1626). كما سُميت قلعة ديفونشاير، الواقعة في جزيرة القلعة، وهي أحد تحصينات ميناء القلعة في أبرشية سانت جورج، باسمه.

## الموقع
تقع في وسط الإقليم، بالقرب من التقاطع بين الجزء الرئيسي من الجزيرة الرئيسية وشبه الجزيرة التي تضم العاصمة هاميلتون، وأبرشية بيمبروك (التي تتصل بها غربًا). تتصل بأبرشية سميث من الشمال الشرقي، وتحدها أبرشية باغيت من الجنوب الغربي. وكما هو الحال في معظم أبرشيات برمودا، تغطي مساحة تزيد قليلاً عن 2.3 ميل مربع (6.0 كيلومتر مربع). يمر بها طريق نورث شور، وطريق ميدل، وطريق ساوث شور. بلغ عدد سكانها 7087 نسمة في عام 2016.